# Росто
Росто (нидерл. Rosto) — голландский художник и режиссёр-аниматор. Лауреат многих международных кинофестивалей.

## Биография
Росто является основателем и владельцем анимационной студии Studio Rosto A.D, которая располагается в Амстердаме. Кроме короткометражной анимации студия снимает музыкальные клипы. Режиссёр ведёт достаточно активную общественную деятельность: выступает с лекциями и является членом жюри на кинофестивалях, участвует в телепередачах. Известен тщательной работой на своими фильмами. Автор сценариев и музыки к своим фильмам. Озвучивал в них персонажи.
Первый фильм «The Rise and Fall of the Legendary Anglobilly Feverson» снял в 2002 году. Был удостоен за него приза на Амстердамском фестивале фантастических фильмов. Привлёк внимание кинокритиков и широкой зрительской аудитории фильмом «Jona/Tomberry», который был представлен на Каннском фестивале и удостоен «Canal+ Award». Эти два короткометражных фильма входят в многолетний проект режиссёра «Mind My Gap», начатый ещё в 1998 году в качестве графического романа (в онлайн-варианте) и впоследствии дополненный музыкальными и анимационными проектами.
Самым амбициозным и известным фильмом Росто на данное время является «Монстр деревни Никс» (2011 год). Этот постмодернистский тридцатиминутный анимационный мюзикл рассказывает о смелом противостоянии маленького мальчика загадочному монстру, разрушающему мир и, возможно, похитившему его бабушку. Мир тёмного леса, в который отправляется главный герой, населён фантастическими уродливыми персонажами и наполнен аллюзиями на альтернативную культуру. Фильм снимался в течение шести лет при участии кинематографистов трёх стран (Нидерланды, Бельгия и Франция), на его съёмках персонажей озвучивали культовые фигуры артхауса: кинорежиссёр Терри Гиллиам, певец Том Уэйтс, мультипликатор-обладатель «Оскара» Сьюзи Темплтон, группы «Metropole Orkest», «The Residents» и «The Dø». Фильм был посвящён сыну Росто Максу, автором музыки к мультфильму выступил сам режиссёр. Фильм был удостоен большого числа наград на престижных кинофестивалях (некоторое время режиссёр планировал создать полнометражный фильм на его основе, но отказался от этой мысли). В январе 2015 года его последний в настоящее время фильм «Splintertime» был показан в рамках фестиваля короткометражных фильмов в Клермон-Ферране.
Участвовал в съёмках документального фильма режиссёра Ганса Пула «Allemaal film» (2007 год).
7 марта 2019 года Росто скончался от рака легкого, которым художник страдал на протяжении последнего года жизни.

## Фильмография и награды
| Год  | Название фильма                                                                                 | Награды |
| ---- | ----------------------------------------------------------------------------------------------- | --- |
| 2002 | The Rise and Fall of the Legendary Anglobilly Feverson (Нидерланды, короткометражный, 10 минут) | Победитель Amsterdam Fantastic Film Festival 2002: Grand Prize of European Fantasy Short Film in Silver. Номинант на Grand Prize of European Fantasy Short Film in Gold (Cinénygma — Luxembourg International Film Festival 2003) |
| 2005 | Jona/Tomberry (Нидерланды, короткометражный, 12 минут)                                          | Победитель Каннского международного фестиваля 2005: Canal+ Award. Номинант на The Annecy Cristal (Annecy International Animated Film Festival 2005). Номинант Nederlands Film Festival 2005 в категории Лучший короткометражный фильм |
| 2009 | No Place Like Home (Франция, Нидерланды, короткометражный, 10 минут)                            | |
| 2011 | Монстр деревни Никс (Нидерланды, Бельгия и Франция, короткометражный, 30 минут)                 | Номинант Annecy International Animated Film Festival на The Annecy Cristal. Приз зрительских симпатий на фестивале научной фантастики «Utopiales» в Нанте. Лучшая анимация — на кинофестивале в Бадалоне. Лучший короткометражный фильм на фестивале CMS Int. Childrens Film Fest в Лакхнау. Лучший анимационный фильм на фестивале «Golden Horse» в Тайбэе                                                                   |
| 2013 | Милые кости (Франция, Нидерланды, короткометражный, 10 минут)                                   | Победитель Annecy International Animated Film Festival 2013: За оригинальную музыку для The Wreckers. Номинант Annecy International Animated Film Festival: За лучший короткометражный фильм. Номинант Fantasporto 2014 за Лучший короткометражный фильм. Победитель Hiroshima International Animation Festival 2014: Специальный приз жюри режиссёру Номинация Hiroshima International Animation Festival 2014 на Grand Prix |
| 2015 | Splintertime (Нидерланды, Бельгия, Франция, короткометражный, 11 минут)                         | |

## Факты
- Является создателем музыкального проекта Thee Wreckers[11], основанного в 1993 году.